# Suplemento mineral milagroso
El «suplemento mineral milagroso» (MMS, por sus siglas en inglés), a menudo llamado «solución mineral milagrosa» o «solución mineral maestra», en inglés Miracle Mineral Solution (MMS), es una solución 28 % de clorito de sodio (NaClO2) en agua destilada que al mezclarse con un ácido, ya sea ácido cítrico o el ácido clorhídrico en el jugo gástrico, reacciona formando dióxido de cloro, un producto químico usado en la desinfección en ambientes domésticos e industriales y cuya ingesta puede producir náuseas, vómito, diarrea y presión arterial baja potencialmente fatal debido a la deshidratación. Es muy similar a la lejía industrial, que contiene hipoclorito de sodio, y como esta última, es tóxico. El nombre fue acuñado por Jim Humble en su libro The Miracle Mineral Solution of the 21st Century autopublicado en 2006.
El MMS se promueve falsamente como una cura para el resfriado común, el acné, la diabetes, el autismo, la malaria, los virus de la hepatitis, el virus de la gripe H1N1, el VIH, el cáncer, el COVID-19 y muchas más enfermedades. No se han realizado ensayos clínicos para probar estas afirmaciones, que provienen solo de pruebas anecdóticas y del libro de Humble. Los vendedores a veces describen el MMS como un potabilizador de agua con el fin de evadir las regulaciones médicas. La Federación Internacional de Sociedades de la Cruz Roja y de la Media Luna Roja rechazó «en los términos más enérgicos» informes por los promotores del MMS que esta lo había utilizado para combatir la malaria.

## Metabolismo
Cuando el clorito de sodio activado ingresa al estómago, entra en contacto con el jugo gástrico. El pH extremadamente bajo del estómago reduce el clorito de sodio a dióxido de cloro. En cuestión de minutos el dióxido de cloro es reducido e hidrolizado a clorito y clorato. Esto contradice las aseveraciones de quienes promueven el MMS como cura, pues ellos afirman que el dióxido de cloro es absorbido a la sangre, donde ejercería su efecto antioxidante. Sin embargo, esto no sucede sino que el cuerpo absorbe los metabolitos que pueden ser tóxicos al punto de causar insuficiencia renal aguda desde cantidades tan pequeñas como un gramo. Los efectos adversos incluyen náuseas, vómitos e incluso una hemólisis potencialmente mortal en personas deficientes de glucosa-6-fosfato deshidrogenasa. 
La EPA (Agencia de Protección Ambiental de los Estados Unidos) ha establecido un nivel máximo de 0,8 mg/L de dióxido de cloro en el agua potable. Naren Gunja, director del Centro de Información de Venenos de Nueva Gales del Sur, ha declarado que el uso del producto es "algo parecido a beber lejía concentrada" y que los usuarios han mostrado síntomas compatibles con lesiones corrosivas, tales como vómitos, dolores de estómago y diarrea.

## Seguridad y situación legal
El periódico británico The Guardian ha descrito el MMS como «un asunto muy feo» y que se debería seguir el consejo médico de que cualquier persona que tenga este producto debe dejar de usarlo inmediatamente y tirarlo a la basura. En Canadá se prohibió después de casi causar la muerte a una persona.
En agosto de 2009, una mujer mexicana, que viajaba con su marido estadounidense en su yate en Vanuatu, utilizó el MMS como un preventivo para la malaria. A los 15 minutos estaba enferma y en 12 horas estaba muerta. La fiscal de la nación isleña, Kayleen Tavoa, no presentó cargos en este caso, ya que no existían leyes específicas que prohíbiesen la importación del MMS, pero aconsejó: 

Si bien cada caso es evaluado por sus propios méritos, le aconsejo que toda persona que abuse de la solución mineral milagrosa en Vanuatu en el futuro, sería probable que se enfrentase a un juicio por delitos potencialmente graves. Nadie debería nunca dar MMS a otra persona para beber sin comunicarle qué es lo que está bebiendo y de los riesgos para la salud que pueden surgir si deciden beber la mezcla.

En 2008, un canadiense de 60 años de edad fue hospitalizado después de una reacción grave al MMS. Después, hubo un aviso en mayo de 2010, que indicaba que la solución mineral milagrosa excedía 200 veces los niveles considerados seguros. Como consecuencia, un surtidor situado en Calgary (Canadá) detuvo brevemente la distribución. Una advertencia de febrero de 2012, que hizo que el sitio web que la publicó fuese cerrado, avisaba: «No hay productos terapéuticos que contengan clorito de sodio autorizado para el consumo oral de los seres humanos en Canadá». En el Reino Unido, la Agencia de Estándares de Alimentos también tiene publicado un aviso, después de la advertencia inicial de Health Canadá y una advertencia similar de la Administración de Drogas y Alimentos de Estados Unidos, en el que afirmó que «El MMS es una solución de clorito sódico al 28 %, lo que equivale a la lejía de uso industrial».
Los promotores de la solución mineral milagrosa advierten que en ocasiones el paciente puede sentir náuseas, vómitos y diarrea, y que eso se debe a que el cuerpo se está «desintoxicando». Esto es especialmente peligroso porque estos síntomas indican, precisamente que se está sufriendo un envenenamiento y puede conducir a la hipertensión arterial y la reducción de agua por deshidratación. Puede causar daños en el intestino y los glóbulos rojos de la sangre, potencialmente resultando en insuficiencia respiratoria.
La Food Standards Agency (agencia de estándares alimentarios) ha reiterado ya su advertencia sobre el MMS y la ha ampliado para incluir el CDS (solución de dióxido de cloro).
En diciembre de 2009, el Centro de Control de Envenenamiento de Bélgica emitió una alerta ante la Asociación Europea de Centros de Toxicología y de Toxicología Clínica. En respuesta, en marzo de 2010 el Comité de Coordinación de Toxicovigilancia (de Francia) llevó a cabo una evaluación advirtiendo sobre una irritación dependiente de la dosis y los posibles efectos tóxicos. También advirtieron que los pacientes afectados por enfermedades graves podrían verse tentados a dejar sus tratamientos a favor de esta supuesta alternativa de tratamiento. En julio de 2010, la FDA (Food and Drug Administration: administración de medicamentos y alimentos) de Estados Unidos lanzó una advertencia similar, diciendo que las instrucciones para la preparación de la solución mezclándolo con una solución ácida, o incluso zumo de naranja produce dióxido de cloro, «un blanqueador potente utilizado para blanquar fibras textiles y para el tratamiento de aguas industriales». Debido a los informes que incluyen náuseas, vómitos y presión arterial peligrosamente baja como resultado del uso del MMS, la FDA ha instado a los consumidores a deshacerse del producto inmediatamente.
En 2010 la Agencia Española de Medicamentos y Productos Sanitarios ordenó la retirada del MMS porque al ser tomado, según las indicaciones de los proveedores, pueden producir efectos adversos que en algunos casos pueden ser graves. En enero de 2010, The Sydney Morning Herald informó que un vendedor admitió que ellos no repiten ninguna de las declaraciones de Humble por escrito para eludir las regulaciones contra su uso como un medicamento.

## Toxicidad
El MMS no está aprobado para el tratamiento de ninguna enfermedad. De acuerdo a la Agencia de Protección Ambiental de Estados Unidos, la exposición crónica a pequeñas dosis de dióxido de cloro puede causar daño a la reproducción y al desarrollo neurológico.
El dióxido de cloro ha mostrado perjudicar la función de la tiroides y reducir el conteo de células T4 en monos después de 6 meses aportándoles dosis menores a las recomendadas.
Otro estudio en ratas resultó en disminución del conteo de glóbulos rojos cuando se exponen a 100 mg/L de concentración de dióxido de cloro en el agua potable, después de 3 meses. El Departamento de Trabajo de Estados Unidos restringe exposición ocupacional a través de la inhalación de dióxido de cloro a 0,1 ppm ya que las concentraciones de 10 ppm dio lugar a muertes en ratas, después de 10 días, mientras que un caso en el que un trabajador se expuso accidentalmente a 19 ppm dio como resultado la muerte. De acuerdo con la misma organización (en 2009), «el dióxido de cloro causa una enfermedad respiratoria grave e irritante para los ojos en los humanos».

## Promoción ilegal del producto
En el área de Seattle (Estados Unidos), la solución mineral milagrosa fue promocionada por una pareja australiana. Esta pareja difundió sitios web que utilizan testimonios falsos (acompañado de viñetas atractivas), fotografías y direcciones de Seattle para promover libros de descarga en los que se promocionaba el MMS como agente sanador milagroso, así como las botellas que venden con la etiqueta «purificación del agua» con un nombre de marca MMS Professional. La Oficina del procurador general del Estado de Washington presentó la demanda y, en conjunción con la Australian Competition and Consumer Commission (ACCC), consiguió un acuerdo de más de 40000 dólares estadounidenses (aproximadamente 25000 dólares por honorarios de abogados estatales y 14000 dólares) que se dividiría entre 200 consumidores. En la acción legal ACCC, el juez describió a los acusados como curanderos y encontró las afirmaciones de las páginas web «falsas, equívocas o engañosas».
El 28 de mayo de 2015 un jurado federal estadounidense encontró culpable a Louis Daniel Smith de vender el MMS como cura para varias enfermedades. Fue condenado por conspiración, tráfico, venta de drogas mal etiquetadas y fraude a los Estados Unidos. De acuerdo a las pruebas presentadas en el juicio, Smith creó un falso negocio de "purificación de agua" y "tratamiento de agua residual" con el fin de obtener clorito de sodio y enviar MMS sin ser detectado por el gobierno.
Otro caso fue el de una mujer del norte de Mackay (Australia), que fue multada hasta con 2000 dólares australianos por inyectar sin titulación el MMS a varios pacientes en su garaje, que carecía de instalaciones adecuadas para la esterilización, y llegó incluso a aconsejar a una persona que evitase la quimioterapia, mientras promovía un tratamiento sin «ninguna base científica». La Oficina de Comercio de Queensland tiene una orden judicial que prohíbe «hacer cualquier declaración de que el MMS es capaz de tratar, curar o beneficiar a cualquier persona que sufre de cáncer» bajo multa de 12000 dólares australianos.
Andreas Kalcker, un promotor del producto, fundó en Berlín una ONG (organización no gubernamental) llamada Earth Help Project que, si bien se presenta como entidad de ayuda en temas de energía alternativa, agua potable y salud en el Tercer Mundo, tiene como principal fin promocionar y vender el MMS (solución mineral maestra).
Este producto también es vendido por la Genesis II Church of Health and Healing, grupo cuyo propósito es que "el mundo acceda a la salud". QAnon es otro grupo que sigue una teoría que gira en torno a los mensajes en clave que un usuario denominado Q posteaba en el foro 4chan y propone consumir el MMS para curar el coronavirus.

## En España
La venta del producto como terapia fue prohibida en España el año 2010. A pesar de ello, el producto se sigue promoviendo y vendiendo. En 2012 el propio Andreas Kalcker, un empresario inmobiliario alemán falsamente autoanunciado como investigador científico fue detenido junto a dos holandeses por vender la solución en un acto publicitario en Ibiza. En España entre sus máximos divulgadores están Josep Pàmies (agricultor leridano) y también Teresa Forcades, monja y doctora en medicina.

## Juicio por promoción y venta del MMS en España
En 2017 se celebró en Granada un juicio en el que fueron imputados Andreas Kalcker, Dolores Unzu y Enric Cerqueda por presuntos delitos contra la salud pública, relacionados con la promoción y venta en 2013 del MMS (Solución Mineral Milagrosa), un producto basado en dióxido de cloro. La Agencia Española de Medicamentos y Productos Sanitarios (AEMPS) había emitido alertas sobre los posibles riesgos para la salud asociados al consumo de esta sustancia.
El tribunal aplicó la presunción de inocencia, al considerar que no se pudo demostrar de forma concluyente una venta directa del producto por parte de los acusados, resultando en su absolución.